# أسمنت بورتلاندي
الأسمنت البورتلاندي (بالإنجليزية: Portland Cement)‏ هو تلك المادة التي تمتلك خواص تماسكية ((Cohesive وتلاصقيه (Adhesive) بوجود الماء، وهذه الخواص تجعله قادراً على ربط الأجزاء المعدنية مع بعضها البعض وتحوله إلى وحدة كاملة متراصة.
وهذا التعريف يشمل أنواع كثيرة من المواد الاسمنتية وللأغراض الإنشائية يقتصر معنى مصطلح الاسمنت على المواد المستعملة مع الحصى أو الحجارة أو الرمل أو الطابوق أو ألواح البناء وما شابه ذلك. أما الاسمنت الذي يهمنا في عمل الخرسانة فله خاصتي التجمد (Setting) والتصلب بفعل التفاعلات الكيمياوية بوجود الماء، ولهذا السبب يعرف بالاسمنت الهيدروليكي.

## أصل التسمية
وترجع تسمية الإسمنت البورتلاندي إلى تشابه لون وجودة الإسمنت البورتلاندي المتجمد مع بعض أحجار البناء المسماة بأحجار بورتلاند الموجودة في جزيرة بورتلاند بإنكلترا. بقيت هذه التسمية سائدة إلى الآن حيث تطلق على الإسمنت الناتج من خلط المواد الكلسية والطينية وحرقها إلى درجة الحرارة التي يتم عندها تكون الكلنكر ومن ثم طحن الكلنكر المبرد الناتج من الحرق مع كبريتات الكالسيوم المائية المعروفة بالجبس وذلك لغرض السيطرة على عملية تجمد الإسمنت. وقد اكتشف لإسمنت البورتلاندي من قبل البناء الإنكليزي جوزيف اسبيدن في عام 1824 وذلك بحرق خليط من الطين والحجر الجيري الصلب المسحوق ناعمًا في الفرن إلى أن يتم توليد غاز ثنائي أوكسيد الكاربون حيث تكون درجات الحرارة أقل من تلك اللازمة لإنتاج الكلنكر.

## صناعة الاسمنت
إن المواد الأولية المستعملة في صناعة الاسمنت البورتلاندي يجب أن تحتوي على كميات مناسبة من المركبات الحاوية على الجير (الكلس) ،السليكا، الألومينا والحديد.
ويتم ذلك بخلط مواد كلسية (Calcareous Materials) مثل الحجر الجيري (Limestone) أو الحجر الجيري الطباشيري (Chalk) مع مواد طينية (Argillaceous) مثل الأحجار الطينية الرخوة (Shale) أو الطين (Clay) والتي تعتبر كمصدر للسليكا والألومينا.
وفي بعض الأحيان قد تعاني المواد الأولية الرئيسية نقصاً أو زيادة في واحد أو أكثر من المركبات الرئيسية وفي هذه الحالة يجب استعمال مواد إضافية ذات تركيب مناسب لتعديل الخليط الخام (Raw Mix) بحيث هناك طريقتين رئيسيتين لصناعة الاسمنت وهما:
أولاً: الطريقة الرطبة Wet Process /
ويتم فيها طحن المواد الأولية المستخرجة من المحجر بوجود الماء بعد أن تنقل إلى المعمل، ففي حالة استعمال الحجر الطباشيري كمادة كلسية ألأولية يتم تكسيره إلى قطع صغيرة بواسطة كسارات خاصة لهذا الغرض ومن ثم يشتت في الماء بداخل طاحونة غسل (Wash Mill) حيث يتم فيها تفتيت كتل المواد الصلبة.
أما الطين الذي يستعمل كمادة طينية أولية فيهشم أيضاً ويمزج مع الماء بطاحونة مشابه للطاحونة الأولى وبعد ذلك يضخ مطحون المواد الأولية ليمتزج بنسب محددة ويمرر الخليط خلال سلسلة من الشبكات (Screens) لغرض ترشيحه ويخزن الناتج النهائي والذي يكون بشكل ملاط رقيق القوام في خزانات خاصة تسمى خزانات الملاط (Slurry Tanks).
ثانياً : الطريقة الجافة Dry Process. في هذه الطريقة تسحق المواد الكلسية والطينية وتوضع بنسب معينة بداخل طاحونة حيث تجفف وتحول إلى مسحوق ناعم يسمى دقيق الخام (Raw Meal) ويضخ هذا الدقيق الجاف إلى خزان الخلط حيث يتم فيه التصحيح النهائي لنسب المواد الأولية لصناعة الاسمنت وخلط دقيق الخام بواسطة هواء مضغوط للحصول على دقيق متجانس.
وبعد ذلك ينخل دقيق الخام المضغوط ويوضع في صحن دوار (Rotating Dish) ويضاف له في الوقت ذاته ماء بمقدار (%12) من وزنه وبهذه الطريقة ستتكون كرات صغيرة صلبة قطرها حوالي (15mm) ثم تحمص هذه الكرات داخل شبكة قضبان حديدية مسخنة مسبقاً بواسطة الغازات الساخنة من الفرن ثم تدخل الكرات الصلبة في الفرن الدوار وتجرى عليه نفس العمليات التي تجرى في الطريقة الرطبة.
وهناك طريقة أخرى غير رئيسية لصناعة الاسمنت البورتلاندي وهي طريقة النصف جافة. وهناك أربعة مركبات رئيسية للإسمنت البورتلاندي وهي :
1.	سلكيات ثلاثي الكالسيوم
C3S.
2.	سلكيات ثنائي الكالسيوم
C2S.
3.	ألومينات ثلاثي الكالسيوم
C3A.
4.	ألومينات حديد رباعي الكالسيوم C4AF
كما إن هناك مركبات ثانوية إضافة للمركبات الرئيسية الأربعة أعلاه وتكون بشكل أكاسيد مثل البوتاسيوم K2O والمغنسيوم MgO والتيتانيوم TiO2 والمنغنيز Mn2O3 وثالث أوكسيد الكبريت So3.
تشكل هذه المركبات الثانوية نسبة قليلة من وزن الاسمنت ويعتبر أوكسيدي البوتاسيوم والصوديوم من المركبات المهمة حيث تعرف بالقلويات (Alkalis) ويتراوح وزنها بين (0.4-1.3)% في الاسمنت البورتلاندي.
بإمكان هذه القلويات التفاعل مع بعض أجزاء السليكا الفعالة الموجودة في الركام ضمن الخرسانة المتصلبة ونواتج التفاعل تكون مصحوبة بزيادة في الحجم فتسبب تشقق وتلف الخرسانة، ومن الممكن تقليل تأثير هذا التفاعل باستعمال اسمنت حاوي على نسب قليلة من القلويات لا تزيد على (0.6) % أو بإضافة مواد من السليكا المسحوقة سحقاً ناعماً حيث تتفاعل مع القلويات قبل تصلب الخرسانة.
إضافة إلى ذلك فإن احتواء الاسمنت على نسب عالية من القلويات يؤثر على الوقت اللازم لتجمد الاسمنت ومن هذا يتضح أن مصطلح المركبات الثانوية يشير إلى كمية هذه المركبات وليس إلى أهميتها.

## فحص نعومة الاسمنت
فحص نعومة الاسمنت Fineness of Cement:
تعتبر عملية طحن الكلنكر المبرد من آخر خطوات التصنيع الاسمنت البورتلاندي إن عملية الإماهة تبدأ عند سطح حبيبات الاسمنت ولذلك فأن المساحة السطحية الكلية لحبيبات الاسمنت تمثل المادة المتوفرة لهذه العملية.
إن سرعة عملية الإماهة تعتمد على نعومة حبيبات الاسمنت ذا النعومة العالية ولكن من الناحية الأخرى فأن الحصول على نعومة عالية تحتاج إلى كلفة اقتصادية لا يستهان بها ويجعل الاسمنت أسرع تضرراً عند التعرض للجو وأشد تفاعلاً مع الركام القابل للتفاعل مع القلويات الموجودة في الاسمنت ولهذا يجب السيطرة على نعومة الاسمنت بدقة وعناية.
هناك عدة طرق لقياس نعومة الاسمنت منها:
```
قياس المساحة السطحية النوعية:
```

يعبر عن المساحة السطحية النوعية بوحدة مساحة لكل وزن (سم2/غم)أو (م2/كغم) وتوجد عدة طرق لقياسها ومنها:
A.	طريقة مراكز للكرورة.
B. طريقة نفاذية الهواء باستخدام جهاز لي ونبيرس.
C.	طريقة نفاذية الهواء باستخدام جهاز بلين.
```
 وقد أخذت المواصفات القياسية العراقية رقم (5) بطريقة بلين وحددت هذه المواصفة أن لا تقل المساحة السطحية النوعية للإسمنت البورتلاندي الاعتيادي عن (2250 سم2/غم)وللإسمنت سريع التصلب عن (3250 سم2/غم).
```

2- قياس الاسمنت المتبقي على المنخل رقم (170) أو رقم (200) :
```
 وهي الطريقة التقليدية لقياس نعومة الاسمنت وفيها تقاس نسبة الاسمنت المتبقي على المنخل رقم (170)، (90 مايكرون) حسب المواصفات البريطانية ويجب أن لا تزيد عن (10 %) وزناً للإسمنت البورتلاندي الاعتيادي و(5 %) وزناً للإسمنت البورتلاندي السريع التصلب.
```

الأدوات المستخدمة:
1.	كمية من الاسمنت مقدارها 500 غم.
2.	منخل رقم (170) مع غطاء وقاعدة.
3.	ميزان لغرض وزن النماذج.
طريقة العمل:
1.	يوزن كمية من الاسمنت البورتلاندي الاعتيادي مقدارها ((500 غم)).
2.	يوزن المنخل رقم (170) وهو فارغ ((و1)).
3.	يتم وضع كمية من الاسمنت في المنخل بعد تثبيته على القاعدة ويغلق بإحكام وينخل يدوياً ولمدة ((10 دقائق)).
4.	بعد الانتهاء من عملية النخل يفتح النخل ويوزن مع الاسمنت المتبقي على سطحه((و2)) وبعرفة الفرق بين وزن المنخل وهو فارغ ووزنه وهو مملوء نستخرج وزن النموذج المتبقي ومن ذلك نستخرج النعومة.